# Qualificazioni al campionato europeo di pallanuoto femminile 1999
Le qualificazioni al campionato europeo di pallanuoto femminile del 1999 hanno visto la partecipazione di 7 squadre suddivise in due gironi. I gironi si sono disputati in gara unica con una diversa sede per ciascuno.
Le prime due classificate di ogni girone hanno ottenuto la qualificazione all'Europeo, aggiungendosi alle quattro già qualificate di diritto.

## Gruppo A
- Amiens,  Francia

| Francia  | 6 – 6  | Rep. Ceca |
| Ungheria | 19 – 3 | Rep. Ceca |
| Ungheria | 15 – 4 | Francia   |

|    | Squadra   | Punti | G | V | N | P | GF | GS | DR  |
| -- | --------- | ----- | - | - | - | - | -- | -- | --- |
| 1. | Ungheria  | 4     | 2 | 2 | 0 | 0 | 34 | 7  | +27 |
| 2. | Francia   | 1     | 2 | 0 | 1 | 1 | 10 | 21 | -11 |
| 3. | Rep. Ceca | 1     | 2 | 0 | 1 | 1 | 9  | 25 | -16 |

## Gruppo B
- Atene,  Grecia
- giornata 1

| Gran Bretagna | 9 – 7 | Ucraina  |
| Grecia        | 9 – 7 | Germania |

- giornata 2

| Gran Bretagna | 3 – 14  | Grecia  |
| Germania      | 18 – 11 | Ucraina |

- giornata 3

| Gran Bretagna | 3 – 13 | Germania |
| Grecia        | 19 – 5 | Ucraina  |

|    | Squadra       | Punti | G | V | N | P | GF | GS | DR  |
| -- | ------------- | ----- | - | - | - | - | -- | -- | --- |
| 1. | Grecia        | 6     | 3 | 3 | 0 | 0 | 42 | 15 | +27 |
| 2. | Germania      | 4     | 3 | 2 | 0 | 1 | 38 | 23 | +15 |
| 3. | Gran Bretagna | 2     | 3 | 1 | 0 | 2 | 15 | 34 | -19 |
| 4. | Ucraina       | 0     | 3 | 0 | 0 | 3 | 23 | 46 | -23 |

## Fonti
- (EN) Todor66.com - Sport Statistics Archive, su todor66.com.